# Kornisk
Kornisk (kornisk: Kernowek) er et keltisk sprog der er nært beslægtet med walisisk (75 % fælles ordforråd) og bretonsk (80% fælles ordforråd), og noget fjernere med irsk. Det er det traditionelle sprog i Cornwall og Isles of Scilly.

## Historie
Kornisk ophørte med at være et levende sprog enten i det 18. eller 19. århundrede. Ifølge traditionen var den sidste, der talte det flydende og som modersmål Dorothy "Dolly" Pentreath, som døde i 1777. Under 1800-tallets romantik voksede den korniske nationalfølelse, og i 1900-tallet blev kornisk forsøgt genoplivet ud fra bevarede tekster og beskrivelser fra Middelalderen. Der er i dag omkring 3500, der taler sproget, men blot et par hundrede der taler det flydende. Nogle få børn vokser op i kornisktalende hjem, så sproget er et levende modersmål, omend i begrænset omfang.Note
I Middelalderen, da kornisk fortsat taltes af majoriteten af Cornwalls befolkning, blev der skrevet, fortrinsvis religiøse dramaer, på sproget.
I dag er den litterære produktion i gang igen: den mest fremtrædende forfatter er digteren Tim Saunders. Rockgrupper som Skwardya og Krena synger på sproget.